# Acianthera antennata
Acianthera antennata är en orkidéart som först beskrevs av Leslie Andrew Garay, och fick sitt nu gällande namn av Alec M. Pridgeon och Mark W. Chase. Acianthera antennata ingår i släktet Acianthera och familjen orkidéer. Inga underarter finns listade i Catalogue of Life.